# Federico Franco

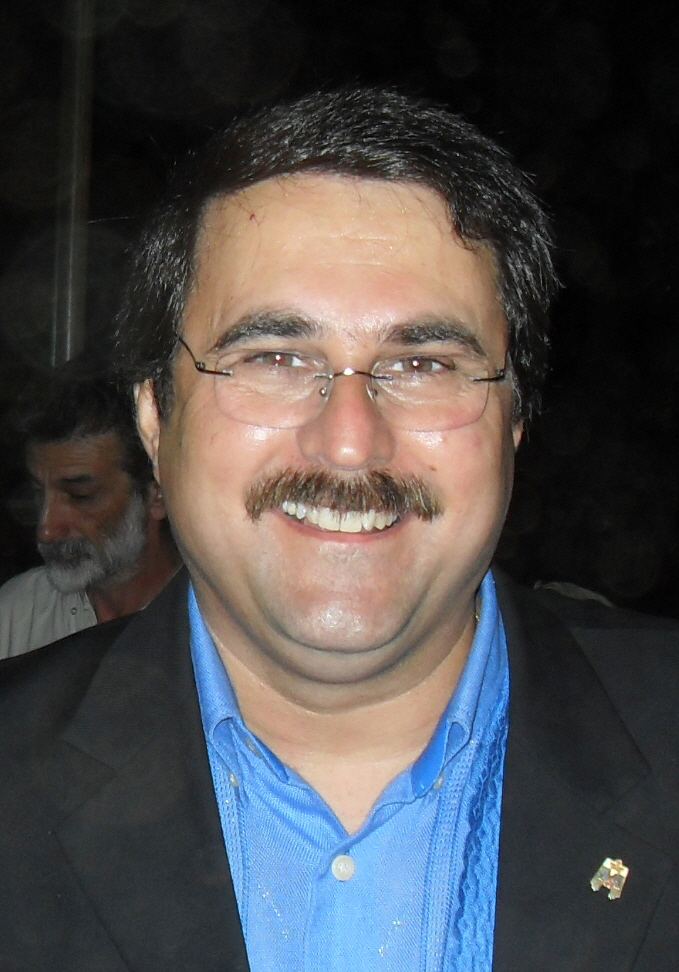
Federico Franco, 2009

Luis Federico Franco Gómez (* 23. Juli 1962 in Asunción, Paraguay) ist ein paraguayischer Politiker (PLRA), Arzt und war zwischen dem 22. Juni 2012 und 15. August 2013 Staatspräsident von Paraguay.

## Ausbildung und berufliche Karriere
Federico Franco absolvierte seine schulische Ausbildung in seiner Geburtsstadt Asunción, wo er zunächst in der Primarstufe die Escuela República Dominicana und in der Sekundarstufe dann das Colegio Nacional besuchte und seine Schullaufbahn mit dem Bachillerato am Colegio Apostólico San José beendete. Anschließend studierte er an der Medizinischen Fakultät (Facultad de Ciencias Médicas) der Universidad Nacional de Asunción (UNA) und wurde nach erfolgreich absolviertem Studium Arzt. Er erwarb den Titel als Chirurg (Médico Cirujano) im Jahre 1986. Darauf aufbauend schloss er einen postgraduierten Abschluss als Internist an. Im familieneigenen Krankenhaus, dem Sanatorio Franco in der Stadt Fernando de la Mora, das ihm und seinen Brüdern gehört, war er sodann als Mediziner tätig. Später folgten Führungspositionen im Hospital de Clinicas und im Hospital Nacional. Seit dem 24. Juni 1991 ist er Mitglied der Sociedad Paraguaya de Medicina Interna. Dort war er Mitglied des Exekutiv-Komitees. Von 1991 bis 1992 war er zudem Ausbilder für Medizinische Semiologie. Ab 1994 war er Bereitschafts-Leiter im Hospital Nacional und hatte dort bis 1996 auch Leitungsfunktionen als Kardiologe und Internist inne.

## Politische Laufbahn
Franco trat 1976 der Partido Liberal Radical Auténtico (PLRA) bei. Von 2002 bis 2008 war er deren Direktoriumsmitglied und als deren Direktoriums-Präsident er  bis zur Ablösung durch Blas Antonio Llano Ramos im August 2010 wirkte.
Er war zunächst von 1991 bis 1996 als Stadtrat in Fernando de la Mora tätig. Sodann hatte er von 1996 bis 2001 das Amt des Intendente der Stadt Fernando de la Mora inne. 2003 bis 2007 war er Gouverneur des Departamento Central, trat von diesem Posten aber zurück, um seine gemeinsame Kandidatur mit Fernando Lugo vorzubereiten. Nach erfolgreicher Wahl, bei der er mit der Alianza Patriótica para el Cambio (A.P.C.) für die PLRA antrat, war er seit 2008 Vizepräsident Paraguays und Senatspräsident, distanzierte sich jedoch kurz nach der Wahl aufgrund ideologischer Differenzen von Lugo.
Nach einem Amtsenthebungsverfahren gegen Lugo wurde Federico Franco am 22. Juni 2012 als neuer Staatspräsident Paraguays vereidigt. Sein Nachfolger im Amt des Vizepräsidenten war Óscar Denis.
Die Präsidentschaftswahl im April 2013, bei der Franco nicht mehr kandidierte, gewann Horacio Cartes von der Colorado-Partei. Bis zu dessen Vereidigung am 15. August 2013 führte Franco die Amtsgeschäfte weiter.

## Privates
Franco ist katholischen Glaubens und mit der PLRA-Abgeordneten Emilia Alfaro verheiratet. Das Paar hat die vier Kinder Luis, Claudia, Iván und Enzo. Franco ist der Bruder Julio César Francos, der von 2000 bis 2002 Vizepräsident Paraguays war und im Jahre 2003 als Präsidentschaftskandidat der PLRA fungierte.